# フレデリク・ギルベール
フレデリク・ギルベール（Frédéric Guilbert (フランス語発音: [fʁedeʁik ɡilbɛʁ]), 1994年12月24日 - ）は、フランス・ノルマンディー地域圏マンシュ県ヴァローニュ出身のサッカー選手。USレッチェ所属。ポジションはディフェンダー。

## クラブ歴

### ボルドー
ギルベールは、2014年にASシェルブールからFCジロンダン・ボルドーに入団。79分後にトマ・トゥーレに代わって2015年4月5日にリーグ1でデビューし、RCランスとのホームで2対1の勝利に貢献。

### SMカーン
2017年7月28日、ギルベールは2016-17シーズン中にローンでSMカーンに移籍。シーズン終了後、完全移籍。このシーズンを通じて、1試合あたり平均3.1のクリアランスと2.9のタックルを記録し、活躍。カーンでは3シーズンで106試合に出場を果たし契約を満了。

### アストン・ヴィラ
2019年1月31日、アストン・ヴィラFCに完全移籍したがシーズン終了までSMカーンに期限付き移籍することで合意した。2019年8月27日にクルー・アレクサンドラFCとのEFLカップの引き分けでヴィラの最初のゴールを決めた。2020年1月8日のレスター・シティFCとのEFLカップ準決勝の試合でアストン・ヴィラでの2度目のゴールを決めた。 

### ストラスブール
2021年1月31日、ギルベールは2020-21シーズンの残りの期間、リーグ・アンのRCストラスブールにローン移籍することを発表。
さらに、2020-21シーズン終了後にも再度ストラスブールに1年間貸し出されると2021-22シーズンは公式戦35試合に出場してチームの主力として活躍したのち、2022-23シーズンからアストン・ヴィラに復帰。しかし、プレミアリーグでの出番は無くリザーブリーグであるプレミアリーグ2で3試合に出場するのみだった。出場機会を求めたギルベールはアストン・ヴィラと契約を解除し、2023年1月17日にストラブールに2026年までの契約で完全移籍した。

### レッチェ
2024年8月27日、USレッチェに2年契約で移籍した。

## タイトル
アストン・ヴィラ
- EFLカップ 準優勝: 2019-20[9]